# 松原達哉
松原 達哉（まつばら たつや、1930年4月3日 - 2020年8月9日）は、日本の臨床心理学者。岐阜県羽島郡上羽栗村伏屋（現・岐南町伏屋）出身。
専門は臨床心理学・カウンセリング心理学。臨床心理士・日本カウンセリング学会認定カウンセラー・上級産業カウンセラー。生活分析的カウンセリング法（LAC法）創案者。就学レディネスの研究。東京福祉大学名誉学長。立正大学心理学部名誉教授。故郷の岐南町図書館には松原から寄贈された図書による松原文庫があり、松原の著書、心理学・カウンセリング・幼児教育・家庭教育などに関する書籍がある。

## 経歴
- 1930年（昭和5年）4月3日 - 岐阜県羽島郡上羽栗村伏屋（現・岐南町伏屋）に生まれる。
- 岐阜県立岐阜工業高等学校卒業。
- 1955年（昭和30年） - 東京教育大学教育学部心理学科卒業。
- 1958年（昭和33年） - 東京教育大学大学院修士課程教育心理学専攻修了。
- 1965年（昭和40年） - 東京教育大学大学院博士課程教育心理学専攻単位取得満期退学。
- 1965年（昭和40年） - 東京教育大学教育学部助手に就任。
- 1974年（昭和49年） - 筑波大学心理学系助教授に就任。
- 1988年（昭和63年） - 筑波大学心理学系教授に就任。
- 1994年 （平成6年） - 鶴見大学教授に就任[3]。
- 1995年（平成7年） - 立正大学文学部教授に就任。
- 2006年（平成18年） - 東京福祉大学大学院教授に就任。
- 2011年（平成23年） - 東京福祉大学学長に就任。
- 2013年（平成25年） - 東京福祉大学学長を退任。
- 2020年（令和2年）8月9日　 - 死去。

- 東京福祉大学名誉学長。
- 立正大学名誉教授、元立正大学心理臨床センター長。
- 日本カウンセリング学会理事長、日本学生相談学会理事長、国際幼児教育学会会長、日本学術会議第19期会員などを務める[2]。

## 著書

### カウンセリング関係

#### 単著
- 『現代学生かたぎ-未来への志向を探る』 産心社 (1977)
- 『好感を与える面接法-こんな学生が面接に強い』 エール出版 (1978)
- 『帰国子女の学習適応に関する研究-日本におけるバイリンガリズム [文部省昭和54年度特定研究]』 (1980)
- 『ひとりっ子症候群』 旺文社 (1984)
- 『職業興味テスト-あなたにむいている職業は？』 偕成社 (1985)
- 『職業の適性と選び方』 日東書院 (1987)
- 『自分を活かす大学の選び方』 産心社 (1988)
- 『松原達哉的生活分析相談法-心理相談予測験』 中華人民大学出版社 (1955)
- 『子どもの危険信号-学校・家庭でどう対応するか』 日本教育新聞社 (1996)
- 『自己発見「20の私」』 東京図書出版 (1999)
- 『キミに合った大学の選び方・2001年度版』　産心社 (2000)

#### 編著
- 『心理テスト法入門-基礎知識と技術獲得のために』 日本文化科学社 (1976 新訂増補版 2001)
- 『学校教育相談』 日本文化科学社 (1978)
- 『精神衛生』 学術図書出版 (1986)
- 『学校カウセリング講座』 全5巻 ぎょうせい (1988)
- 『メンタルヘルスガイド-充実した大学生活を送るために』 教育出版 (1994)
- 『学校カウンセリングの考え方・進め方』 教育開発研究所 (1994)
- 『今いじめられている君へ-カウンセラー50人からの手紙』 教育開発研究所 (1995)
- 『いじめっ子への処方箋-カウンセラー50人によるいじめ解決法』 教育開発研究所 (1996)
- 『スクール・カウンセリング読本』 教育開発研究所 (1996)
- 『進学指導のためのカウンセリング』 東洋館出版社 (1997)
- 『普通の子がふるう暴力-いじめ・暴力の心理と予防・指導法』 教育開発研究所 (1998)
- 『カウンセリングを活かした授業づくり』 学事出版 (1998)
- 『怎様回答孩子的問題』 中華民国・王家出版有限公司 (1998)
- 『生活分析相談法』 中国・心理相談的理論操作 (1998)
- 『学校カウンセリング、援助と指導の基礎・基本』 学事出版 (2000)
- 『非行・暴力・性の問題・薬物乱用に対応するカウンセリング』 学事出版 (2000)
- 『学校・学級不適応に対応するカウンセリング』 学事出版 (2000)
- 『教師のためのカウンセリング技法』 教育開発研究所 (2001)
- 『「不登校・ひきこもり」指導の手引』 教育開発研究所 (2001)
- 『「いじめ」指導の手引』 教育開発研究所 (2001)
- 『「学級崩壊」指導の手引』 教育開発研究所 (2001)
- 『スクールカウンセラーと連携した指導』 教育開発研究所 (2002)
- 『図解雑学、臨床心理学』 ナツメ社 (2002) ISBN 9784816332326
- 『心理学概論』 培風館 (2002)

#### 論文
- 「大学生の留年の研究 (1) (2)」 『筑波大学心理学研究』 第1号　(1979)・2号　(1980)
- 「日本の大学における学生相談活動」 『筑波大学心理学研究』 第5号 (1982)
- 「海外帰国子女の民族的帰属意識・集団同調性・個人志向性の研究」 『東京学芸大学海外子女教育センター研究紀要』 第1号 (1982)
- 「Student apathyの生活分析的カウセリング」 『相談研究』 第18巻 1号 (1985)
- 「生活分析的カウンセリング (LAC法) の方法と開発と改善」 『学生相談研究』 第8巻 (1987)
- 「大学生の五月病」 『カウンセリング研究』 第20巻 1号 (1987)
- 「学生相談の現状と将来」 『学生相談研究』 第10巻 1号 (1989)
- 「Student apathyの特徴と研究動向」 『カウンセリング研究』 第26巻 2号 (1993)
- 「学習意欲を喪失し、音楽サークルに逃避している学生-生活分析的カウセリングの適用-」 『学生相談研究』 第15巻 2号 (1994)
- 「阪神・淡路大震災と生きる感動を育む教材」 『日本教材学会年報』 第8号 (1996)
- 「いじめ問題にどう取り組むか」 日本教育文化研究所『教育創造』 第30巻 16号 (1996)
- 「スクールカウンセラー等の活用とこれからの教育相談」 『学校経営』 第41巻 2号 (1996)
- 「主体的な進路選択を培うキャリアカウンセリング」 『中等教育資料』 第683号 (1996)
- 「いじめ・自殺・非行予防のために-現代っ子の心理と学校カウンセリング」 総合初等教育研究所『教育時報』 第76号 (1997)
- 「生活分析的カウセリングの理論と技法 (1)」 『立正大学大学院紀要』 13 (1997)
- 「いじめの実態と予防法・対処法」　『教育時報』 第82号　(1997)
- 「心の交流を深めるカウンセリング」 『高等教育』 第30巻 11号 (1997)
- 「生活分析的カウセリングの理論と技法 (2) -生活分析的カウセリングとStudent apathy」 『立正大学文学部論叢』 第106号 (1997)
- 「生活分析的カウセリングの理論と技法 (3)」 『立正大学人文科学科研究所年報』 第35号 (1998)
- 「異文化日本で学ぶ留学生のカルチャーショック」 『現代のエスプリ』 第377号 (1998)
- 「スクールカウンセラーの学校教育への導入の必然性と問題改善策」 『文部時報』 第1470号 (1999)
- 「生活分析的カウセリングの理論と技法 (4)」 『立正大学文学部研究紀要』 第15号 (1999)
- 「子どもたちの崩壊にいかに立ち向かうか」 『感性・心の教育』 第2号 (1999)
- 「中学生の暴力行為と対処法」 『立正大学文学部論叢』 第111号 (2000)
- 「スクールカウンセラーの活用と教育相談体制の在り方」 『学校経営』 第145号 (2000)
- 「心理カウンセラーの資格問題」 『筑波大学学校教育学会誌』 第7号 (2000)
- 「テスト不安と環境要因-親、友人、教師などの身近な他者と不安との関係」 『立正大学哲学心理学会紀要』 第27号 (2000)
- 「得意科目と不得意科目数とテスト不安との関係」 『立正大学大学院文学研究科大学院年報』 No.18 (2001)
- 「小中高生のテスト不安に関する国際比較研究 (1) -Friedben テスト不安尺度日本版の作成と性差・発達差」 『立正大学人文科学研究所年報』 No.38 (2001)
- 「無気力・無関心」 『学校教育研究所』(2001)、「専門学校生のストレス緩和に対する心理教育的グループの試み」 『学生相談研究』 22 (3) (2001)

### 教育心理学関係

#### 単著
- 『成績自由自在の教育心理-“やる気”を起すベスト勉強法』 講談社 (1978)
- 『性格別勉強法-自分に合わない勉強法では損をする』 学陽社 (1982)
- 『小学 1・2・3年生の家庭学習法』 産心社 (改訂版 1986)
- 『小学 4・5・6年生の家庭学習法』 産心社 (改訂版 1986)
- 『学生相談組織の歴史と現状』 星和書店 (1994)
- 『親子生活学習』 中国・王樹林出版社 (1997)
- 『青年期の課題と自己形成』 桐原書店 (1998)
- 『初中高生効率学習法』 中国・大地出版 (1998)
- 『小学生高効率学習法』 中国・大地出版 (1998)
- 『如何回答孩子的問題』 中国・新潮社文化事業有限公司 (1998)
- 『キレない子どもに育てる心の教育』 実務教育出版 (1999)
- 『基本的な生活習慣の形成』 学校教育研究所 (1999)

#### 編著
- 『教育心理学』 日本文化科学社 (1997)
- 『学力の診断』 日本文化科学社 (1979)
- 『知能の診断』 日本文化科学社 (1980)
- 『学習についての相談』 ぎょうせい (1992)
- 『心の健康と教育』 第一法規 (1996)

#### 翻譯
- エンゲルマン夫妻 (編訳) 『ボクできちゃった-5才までの算数の教え方』 日本放送出版協会 (1972)
- ポール・ヤコブズ『ヤコブズ博士の知能開発法』 講談社 (1981)
- 『七つの能力で生きる力を育む』 北大路書房 (2000)

#### 論文
- 「レディネスに関する実験的研究」 『教育心理学研究』 第7巻 3号 (1959)
- 「社会的成熟度の発達と形成要因に関する研究」 『教育心理学研究』 第12巻 3号 (1964)
- 「優秀児の発生条件」 『教育心理』 第13巻 1号 (1965)
- 「生まれた月からみた児童・生徒の心身発達差に関する縦断的研究」 『教育心理学研究』 第14巻 1号 (1966)
- 「学業不均衡児に関する研究」 『教育心理学研究』 第15巻 3号 (1967)
- 「脳性まひ児の抽象能力」 『東京教育大学教育学部紀要』 第14巻 (1968)
- 「学習レディネスとしての経験的背景に関する研究 (II)」 『東京教育大学教育学部紀要』 第19号 (1973)
- 「筑波大学生の生活意識 (II) -学群別分析」 『筑波フォーラム』 第2号 (1977)

### 幼児教育関係

#### 単著
- 『幼児の数の指導』 日本文化科学社 (1969)
- 『幼児の算数-数・量・図形・空間の指導』 ひかりのくに (1975)
- 『0歳からの知的教育』 産心社 (1977 改訂版 1986)
- 『幼児の質問 上手な答え方-知能の芽を育てるために』 産心社 (1977)
- 『知能をのばす母と子のあそび 1 - 2歳編 3 - 4歳編 5 - 6歳編』 産心社 (1978)
- 『子どもの創造性をめざましく伸ばす-三歳からの育て方』 講談社 (1979)
- 『質問期-ママ、どうして？質問の心を大切に』 日本図書文化協会 (1979)
- 『0歳からの知能教育』 全3巻 産心社 (1979 新版 1991　新装改版 1995)
- 『幼児の発達と家庭教育』 明治図書 (1982)
- 『幼児のことばと数の指導』 明治図書 (1982)
- 『4・5・6歳児のしつけ』 成美堂出版 (1983)
- 『0歳からのしつけ』 産心社 (改訂版 1985)
- 『3歳までの心理としつけ』  成美堂出版 (1987)
- 『3歳までの能力開発』 韓国・創知社 (1994)
- 『幼児の質問・上手な答え方』 韓国・創知社 (1994)
- 『子どもを伸ばす「なぜ」の聞き方・答え方』 PHP研究所 (1996)・韓国 Education Academy Publishing Co. (1996)
- 『幼児知能開発百科』 中国・婦女出版社 (1997)
- 『0 - 18個月智能啓発遊戯 (1)』 中華民国・笛藤出版 (1997)
- 『0 - 18個月智能啓発遊戯 (2)』 中華民国・笛藤出版 (1997)
- 『嬰幼児知力開発指南』 中国・大地出版 (2000)
- 『子育て、しつけ心理学』 創教出版 (2001)

#### 共著
- 岡田明と共著 『数・文字とその導き方』 明治図書 (1973)

#### 翻譯
- エリザベス・B・ハーロック (牛島めぐみと共著) 『子どもの発達と育児』 誠信書房 (1968)
- C. ベライターほか (粕谷芳代らと共著) 『ベライター・エンゲルマンの新幼児教育法』 日本文化科学社 (1974)

### 心理テスト関係

#### 単著
- 『学力向上要因診断検査 (FAT)』 日本文化科学社 (1967)
- 『能率的学習法診断検査 (ESHI)』  日本文化科学社 (1968)
- 『就学レディネステスト (RTS)』 日本文化科学社 (1969)
- 『教育指導における心理テストの使い方』 日本評論社 (1999)
- 『カウンセリングの理論と技法-心理測定』 K・K 慈恵教育事業部 (1999)
- 『就学レディネステスト』 エム・シーム・コーポレーション (2002)

#### 共著
- 『不安傾向診断検査 (GAT)』 日本文化科学社 (1960)
- 『CQS 就学児用知能検査』 日本文化科学社 (1967)
- 『WPPSI 知能診断検査』 日本文化科学社 (19690)
- 『身体障害児童生徒性格診断検査』 図書文化社 (1979)
- 『宗教研式発達診断検査』 サンマーク (1980)
- 『総合学年別知能検査 (GIT)』 日本文化科学社 (1981)
- 『K-ABC 心理・教育アセスメントバッテリー』 丸善メイツ (1993)
- 『メンタルヘルス・シート』 総務省人事局 (2001)